# Гонцош
Гонцош (укр. Гонцош) — село в Горинчовской сельской общине Хустского района Закарпатской области Украины.
Население по переписи 2001 года составляло 58 человек. Почтовый индекс — 90426. Телефонный код — 3142. Код КОАТУУ — 2125380602.